# أزمة 1383-1385
أزمة 1383-1385 (بالبرتغالية: Crise de 1383-1385‏) هي حرب أهلية في التاريخ البرتغالي بدأت مع وفاة الملك فرناندو الأول ملك البرتغال دون وريث ذكر، وانتهت مع تتويج الملك جواو الأول عام 1385 بعد معركة ألجوباروتا، تعتبر هذه الأزمة فترة خلو من العرش، فسر المعاصرون بأنها أول حركة المقاومة الوطنية واجهة التدخل القشتالي؛ حيث أن جميع المواطنين والبرلمان والنبلاء عملوا معا على تأسيس سلالة أفيز (فرع من الأسرة الحاكمة) على عكس الحروب المدنية الطويلة في فرنسا والمعروفة باسم حرب مئة عام وفي إنجلترا باسم حرب الوردتين، حيث حاربت الفصائل الأرستقراطية بالقوة ضد نظام ملكي مركزي.

## خلفية
مع أواخر عام 1383 توفي فرناندو الأول ملك البرتغال وأصبحت زوجته الحاكمة-الوصية ليونور تيليس دي مينيزيس على ابنته ذو العاشرة سنوات انفانتا بياتريس ملكة قشتالة.
مسبقاً ضغطت عدة فصائل سياسية على الملك فرناندو لتزويج ابنته وبحيث شملت القائمة العديد من الأمراء الإنجليز والفرنسيين، وأخيرا استقر لاختيار على خوان الأول ملك قشتالة، قبل هذا كان فرناندو قد شن ثلاث حروب ضد قشتالة خلال فترة حكمه، وبذلك اعتبر هذا الزواج في مايو 1383 هادفاً للوضع حد لأعمال العدائية، ومع ذلك لم يكن هذا حلاً مقبولاً على نطاق واسع، لأن هذا الاتحاد سلالي يعني أن البرتغال سوف تفقد استقلالها إلى قشتالة، عارض العديد من النبلاء بشدة هذا الاحتمال، ومع ذلك المزاعم لم تكن متحدة تحت شخص واحد، بحيث كان المرشحان الأخرون هما أخوته الغير أشقاء:-
- جواو ، ابن بيدرو الأول من البرتغال وإينيس دي كاسترو ، في ذاك الوقت كان يعيش في قشتالة.
- جواو، فارس أفيس ، ابن الغير شرعي لبيدرو الأول، ويحظى بشعبية كبيرة بين الطبقة الوسطى والطبقة الأرستقراطية التقليدية البرتغالية.

يوم 22 أكتوبر توفي الملك فرناندو وفقاً للعقد الزواج، يفترض أن الملكة-الأرملة ليونورا تصبح حاكمة على ابنتها بياتريس وصهرها خوان الأول من قشتالة، وبذلك تشكلت المعارضة السياسية بحيث اتخذ تدابير أكثر جذرية.

## 1383
قام مجلس الخاص بالوصاية باستبعاد أي تمثيل للتجار في لشبونة، اعتبر هذه الخطوة الأولى من قبل فصيل من جواو من أفيس في ديسمبر 1383 بحيث دبروا اغتيال جواو فرنانديز أنديرو كونت أوريم عشيق الملكة-الأرملة، من قبل مجموعة من المتآمرين تحت قيادته، وبعد هذا الحدث اعتبر جواو رئيس المتآمرون والمدافع عن قضية البرتغال من قبل التجار لشبونة، وفي المقابل كان زعيم المؤيد الادعاءات الملكة هو خوان الأول ملك قشتالة الذي حاول أن يعترف به كالعاهل ضد معاهدة سالفاتيرا.

## 1384

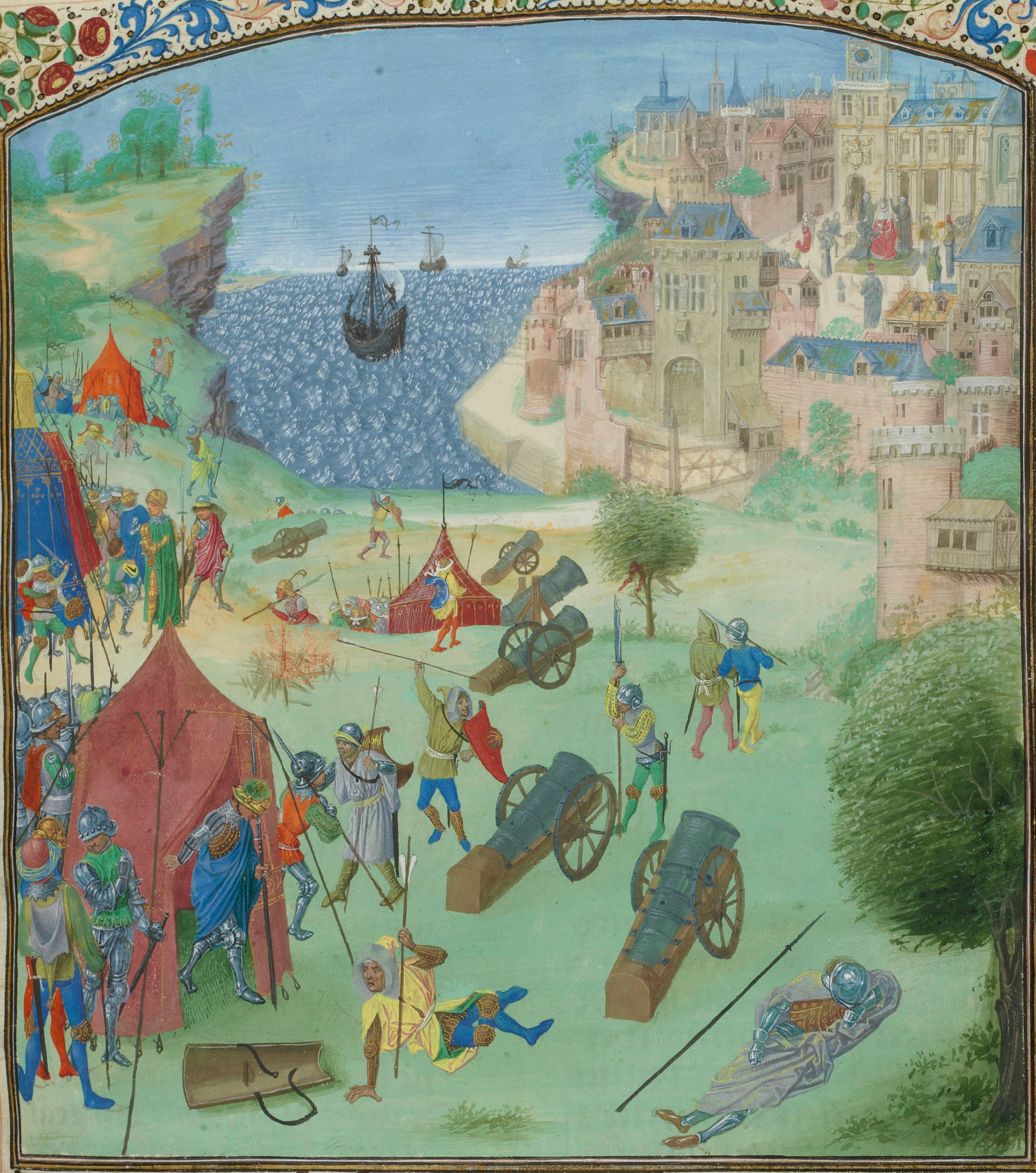
وصف حصار لشبونة 1384

التقى قوات البرتغالية المعارضة الجيش القشتالية في 6 أبريل 1384، في معركة أتوليروس، بحيث استطاع نونو ألفاريز بيريرا حزر النصر في المعركة لصالح المتمردين، ومع ذلك النصر لم يكن حاسماً، لأن خوان الأول ملك قشتالة تراجع نحو لشبونة في مايو وفرض حاصره عليها، مع أسطول المساعدة الذي حجب ميناء المدينة في نهر التاجة مما أدى صعوبات في قضية الاستقلال، وبذلك أصبحوا من دون العاصمة وثرواتها والتجارة التي تمكنهم من تحرير البلاد من ملك قشتالة، فمن جانبه خوان الأول ملك قشتالة كان يريد لشبونة، وليس فقط لأسباب مالية، وبل أيضا لتتويج زوجته بياتريس وتتويجه أيضا كـ ملوك البرتغال فبدون التتويج في العاصمة لا يعتبروا الملوك الشرعيين.
وفي الوقت نفسه قام جواو من أفيس بتسليم القيادة المقاومة العسكرية إلى نونو ألفاريز بيريرا، الذي قام بمهاجمة المدن الموالية للقشتالين ومضايقة على الجيش الغازي، في حين ركز جواو من أفيس نفسه على الهجمات الدبلوماسية، بحيث لعبت السياسة الدولية دوراً هاماً في تحديد الشؤون البرتغالية، ففي عام 1384 واصلت حرب المائة عام إلى ذروتها مع الإنجليز والفرنسيين التي كانت تناضل من أجل التاج الفرنسي، وأيضا امتد الصراع خارج الحدود الفرنسية، وبحيث أثر ذلك على الانشقاق الغربي في البابوية الذين انتقل الباباوات مؤخراً إلى أفينيون من روما، أُعتبر القشتاليين حليف التقليدي لفرنسا، ولذلك بحث المتمرديين عن المساعدة من إنجلترا الذي اعتبر الخيار المناسب لجواو من أفيس، مع شهر مايو ما زالت لشبونة تحت حصار، لذلك أرسل سفارة لريتشارد الثاني ملك إنجلترا من أجل التعاطف مع قضية الاستقلال، ومع ذلك في عام 1384 كان ريتشارد ذو سبعة عشر سنة، وكان السلطة تقع على عاتق عمه جون غونت، دوق لانكاستر الأول (حماه لاحقا)، بحيث اعتبر الوصي، وبعد العديد من التبادلات وافق الوصي جون غونت في النهاية حول إرسال قوات لتعزيز الجيش البرتغالي.
لشبونة ما زالت تناضل في المجاعة وخشوا القشتاليين من فك الحصار بحيث أنهم سدوا طريق البر والنهر، وكان المدينة ليس لها أمل من الإغاثة الجيش المتمردين، التي كانت صغيرة جداً للتدخل فما كان عليها غير إخضاع مدن أخرى، جرت محاولة في السابق من قبل الأسطول البرتغالي لتخفيف على حصار القشتالي في 18 يوليو تمكنت مجموعة من السفن بقيادة كابتن الفريق روي بيريرا إلى كسر الحصار وإيصال الإمدادات الثمينة من المواد الغذائية إلى لشبونة ولكن كانت التكلفة عالية، حيث تم ضبط ثلاثة من أربعة زوارق وتوفي روي بيريرا نفسه في القتال، على الرغم من هذا النجاح طفيفة، وحصار مدينة ألمادا على الضفة الجنوبية من نهر التاجة التي استسلمت للقشتاليين، ولكن أصبح الحصار صعب التعامل معه، ليس فقط من سكان لشبونة فحتى من جيش قشتالة وكان عليهم التعامل مع نقص في الإمدادات الغذائية أيضا، والمضايقات التي يتعرضوا لها من قبل نونو ألفاريز بيريرا وكذلك الطاعون الدبلي الذي بدأ يتوغل في صفوفهم، وكل هذا أجبر خوان الأول ملك قشتالة إلى رفع الحصار في 3 سبتمبر والتراجع إلى قشتالة، بعد أسابيع تخلى أسطول القشتالي عن نهر التاجة، وبذلك تجنب غزو لشبونة مرة أُخرى.

## 1385
في أواخر عام 1384 والأشهر الأولى من 1385، ما زال نونو ألفاريز بيريرا وجواو من أفيس يوصلون الحرب التي أصبحت في كفهم شيئاً فشيئا، ومع ذلك لم يتمكنوا من إخضاع غالبية المدن البرتغالية التي كانت موالية للقشتاليين، نزلت القوات الإنجليزية في البرتغال خلال يوم عيد الفصح ولكتها لم تكن وحدة كبيرة كانت بحوالي 600 رجل، ومع ذلك أغلبهم كانوا أساساً من المحاربين القدامى في معارك حرب المائة عام، وبالتالي دراستهم كانت جيداً للتكتيكات العسكرية الإنجليزية الناجحة، وكان من بينهم عدد قليل من رماة قوس إنجليزي طويل الذين أثبتوا أنفسهم بالفعل مقابل سلاح الفرسان كما في معركة كريسي .
في الوقت نفسه نظم جواو أفيس اجتماع للبرلمان في كويمبرا في 6 أبريل، وأعلن نفسه الملك العاشرة في البرتغال، اعتبر هذا عمل تحدي واضح ضد قشتالة، وأيضا رشح جواو الأول من البرتغال نونو ألفاريز بيريرا للمنصب كونستابل البرتغال وذهبوا إلى إخضاع المقاومة لا تزال في الشمال.
خوان الأول ملك قشتالة قام بإرسال حملة العقابية، ولكنها تكبدت بخسارة فادحة في معركة ترانكوسو في مايو، منذ يناير قام بدأ بإعداد جيشه لحل هذه المشكلة نهائياً بحيث أراد قيادة الجيش بنفسه الذي سوف يغزو البرتغال في الأسبوع الثاني من يونيو من الشمال في سيلوريكو دا بيرا إلى كويمبرا وليريا، تحالف معهم الوحدات من سلاح الفرسان الفرنسي الثقيلة، وكانت القوة على الجانب القشتالي بحوالي 32,000 من الرجال مقابل 6,500 ألف من البرتغاليين، وتوجهوا على الفور إلى لشبونة وشنترين والمدن الكبرى في البلاد.
وفي الوقت نفسه انضم جواو الأول من البرتغال وونونو بيريرا ألفاريز معا في مدينة تومار وبعد النقاش اتخذوا القرار: بأنهم لن يسمح لقشتالة بمحاصرة لشبونة مرة أخرى، لأن المدينة ستقع بلا شك، وبالتالي اعترض البرتغاليين العدو على مقربة من ليريا وبالقرب من قرية ألجوباروتا. في 14 أغسطس الجيش القشتالي كان بطيء جداً بسبب الأعداد الهائلة، اجتمعت أخيراً القوات البرتغالية والإنجليزية في المعركة التي تلت ذلك هي معركة ألجوباروتا الحاسمة، بحيث قاتلوا كما في معارك كريسي وبواتييه، بحيث سمحت هذه التكتيكات جيش المشاة في تخفيض الهزيمة على الخيالة مع استخدام قوس طويل مع الأجنحة والهياكل دفاعية (مثل كالتروب) في الجبهة، بحيث أدت إلى هزيمة قاسية للقشتاليين وتكبدهم خسائرهم كبيرة جداً لدرجة أن خوان الأول ملك قشتالة مُنِع من المحاولة غزو مرة أُخرى في السنوات التالية.

## تركة
مع هذا الانتصار أصبح جواو الأول المعترف بها كملك بلا منازع في البرتغال، ووضع حد لخلو العرش والفوضى التي تسببتها الحرب. وإن الاعتراف من قشتالة لم يصل حتى 1411، بعد فوز أخر للبرتغاليين في معركة فالفيردي، مع التوقيع على معاهدة أييليون، وأيضا تم تجديد في عام 1386 التحالف الإنجليزية البرتغالية مع معاهدة وندسور نتج عن هذا التحالف الزواج جواو الأول من فيليبا لانكاستر أكبر أبناء الوصي جون غونت.
هذه المعاهدة، لا تزال صالحة حتى يومنا هذا، أنشأ اتفاق الدعم المتبادل بين البلدين: والواقع أن البرتغال ستستخدمه مرة أخرى ضد جيرانها في 1640 لطرد ملوك هابسبورغ الإسبانية من البلاد، ومرة أخرى خلال الحرب في شبه الجزيرة، وأبضا هذا التحالف استخدم من قبل بريطانيا (عند الأتحاد) في الحرب العالمية الثانية (بحيث سمح للقوات الحلفاء لإقامة قواعد على جزر الأزور ) وأيضا في عام 1982 حرب الفوكلاند .

## جدول الزمني

### 1383
- أبريل - انفانتا بياتريس من البرتغال (ابنة الملك فرناندو الأول ملك البرتغال ) تتزوج من الملك خوان الأول وفقاً لمعاهدة سالفاتيرا دي ماجوس.
- 22 أكتوبر - وفاة الملك فرناندو، الملكة-الأرملة ليونور تصبح الوصية خلال فترة غياب ابنتها بياتريس وصهرها خوان الأول.
- تبدأ المقاومة، بقيادة جواو فارس أفيس بالاحتلال العديد من القلاع.

### 1384
- يناير - خوان الأول من قشتالة يغزو البرتغال.
- أبريل - المتمردين ينتصرون في معركة أتوليروس، ولكنها ليست الحاسمة.
- مايو - يتم فرض حصار على لشبونة من قبل قشتالة؛ ويتم إرسال الإغاثة من إنجلترا.
- يوليو - أسطول البرتغالية يستطيع كسر الحصار مؤقتاً.
- 3 سبتمبر - خوان الأول يتراجع بجيشه إلى قشتالة.
- الشتاء - نونو ألفاريز بيريرا وجواو أفيس يقومون بإخضاع مدن الموالية للقشتاليين.

### 1385
- عيد الفصح - وصول القوات الإنجليزية المتحالفة.
- 6 أبريل - جواو أفيس يشهد الملك خوان الأول.
- يونيو - خوان الأول يغزو البرتغال مرة أخرى وبقوة، يتكبد للهزيمة في ترانكوسو.
- 14 أغسطس - انتصار حاسم للبرتغاليين في معركة ألجوباروتا.
- تشرين الأول - ينتصروا البرتغاليين في معركة فالفيردي.